# Masacre de Allende
La Masacre de Allende fue un crimen por parte del grupo delictivo los Zetas e integrantes de la Policía Municipal de Allende que ocurrió los días 18 al 20 de marzo de 2011 en el municipio de Allende, Coahuila, México.

## Antecedentes
Los hermanos Miguel Ángel Treviño Morales (el Z40) y Omar Treviño Morales (Z42), narcotraficantes mexicanos y  exlíderes del los Zetas (más tarde detenidos), convencidos de que había traidores en su organización decidieron dar un castigo a los que creían sospechosos: Héctor “El Negro” Moreno y Luis “La Güiche” Garza, este último del municipio de Allende. Los Zetas detectaron la posible traición cuando la DEA compartió con las autoridades mexicanas el número PIN de la Blackberry de los hermanos Treviño (Z40 y Z42) con el fin de ubicarlos para su arresto, pero hubo una filtración y los Zetas se enteraron de que alguien dentro de su organización estaba colaborando con la DEA.

## Sucesos
El 18 de marzo de 2011, a partir de las 18:30 horas, alrededor de sesenta sicarios de la organización criminal Los Zetas ingresaron al rancho de Los Garza, una familia del estado de Nuevo León. Entonces comienza una serie de destrucción, casas y negocios, secuestros y asesinatos. Entre otras cosas, secuestraron a personas que trabajaban para las familias Garza y Moreno. Según José Juan Morales, director de la investigación de los desaparecidos en la Fiscalía de Coahuila, los integrantes del cartel hacen desaparecer los cuerpos quemándolos. En el rancho Los Tres Hermanos, los cuerpos se colocan en barriles y se prenden fuego durante seis horas y luego se arrojan a una zanja. Las casas fueron saqueadas y los perpetradores incluso alentaron a los vecinos a hacer lo mismo, robando refrigeradores o plantas. Terminado el saqueo, Los Zetas ayudados por varios policías comenzaron a destruir las casas, con granadas o martillos, incluso con la ayuda de maquinaria de construcción.
La versión de dominio público es que desaparecieron trescientas personas; sin embargo, documentos oficiales del Gobierno Federal, en un expediente de la PGJEC sólo tiene información de cuarenta y dos desaparecidos.

## Consecuencias
Algunos especulan que una de la razones del silencio mediático de esta noticia, tanto por los periódicos de circulación nacional, como por las principales televisoras del país (Televisa por ejemplo) es que los sucesos ocurrieron en 2011, cuando Felipe de Jesús Calderón Hinojosa, del PAN, fue presidente de México, Humberto Moreira fue gobernador por el Partido Revolucionario Institucional y Sergio Alonso Lozano Rodríguez, del PAN, fue presidente municipal; y no fue sino hasta 2014 cuando se dio a conocer ese inverosímil hecho. Cabe resaltar que el comandante del destacamento  militar más cercano a la zona, la Guarnición de Piedras Negras, adjunta al 14/o Regimiento de Caballería Motorizada; fue el General Luis Crescencio Sandoval quien fue el Secretario de la defensa Nacional, pues una "investigación" del semanario Proceso, argumenta que familiares denunciaron las amenazas desde 10 días antes de los acontecimientos, y que fueron ignorados, sin embargo no hay pruebas sólidas que respalden dichas afirmaciones.

## Las secuelas de la masacre
En mayo de 2011, Héctor Reynaldo Pérez presentó un informe de desaparición ante las autoridades mexicanas. Su hermana, casada con un miembro de la familia Garza, estaba desaparecida con toda su familia. Un año después, el propio Héctor Reynaldo Pérez desapareció. Fue visto por última vez bajo custodia en Allende según investigadores independientes de derechos humanos.
En 2014 Rubén Moreira Valdez, gobernador del estado de Coahuila de 2011 a 2017, anunció una investigación sobre la masacre. Se enviaron investigadores para recopilar las pruebas y tomar rastros de ADN. Esta investigación no produjo nada concluyente en términos de ADN y no se proporcionó una nueva evaluación. Algunas personas fueron detenidas, principalmente agentes de policía. Miguel Treviño Morales es capturado en 2013 y Omar Treviño Morales en 2015.
Allende ahora se conoce como " Springfield" porque todas las casas estaban pintadas de amarillo. Los rastros de destrucción aún eran visibles varios años después de la masacre. Un grupo de personas que intentó iniciar un negocio para visitar las ruinas, fueron asesinadas.
En junio de 2019 la en ese entonces secretaria del Interior, Olga Sánchez Cordero, y el gobernador de Coahuila, Miguel Riquelme, se disculparon con las familias de las víctimas de la masacre y prometieron que tal masacre no volvería a ocurrir. Estas disculpas se presentan durante una ceremonia recomendada por la Comisión Nacional de Derechos Humanos de México, organismo creado en 1992.

## En la cultura popular
- La serie de televisión  Somos de Netflix, está vagamente basada en la masacre de Allende. Tiene 6 episodios de alrededor de 50 minutos cada uno.